# Katherine Boo
Katherine "Kate" J. Boo (née le 12 août 1964) est une journaliste d'investigation américaine, écrivant notamment sur des situations de pauvreté. Elle a reçu en 2000 le prix Pulitzer du service public, le MacArthur "genius" award en 2002, et le National Book Award, dans la catégorie des œuvres non romanesques, en 2012. Après avoir collaboré pour différents journaux dont le Washington Post, elle est devenue rédactrice pour le New Yorker en 2003. Son ouvrage Behind the Beautiful Forevers: Life, Death and Hope in a Mumbai Undercity lui a valu de nombreux prix et récompenses.

## Biographie
Boo a grandi dans la région de Washington et est diplômée du Barnard College de l'université Columbia. Elle est mariée à Sunil Khilnani, professeur de sciences politiques et directeur du India Institute au King's College à Londres.
Elle commence sa carrière dans le journalisme au City Paper de Washington, puis au Washington Monthly. Puis elle rejoint leWashington Post, où elle travaille de 1993 à 2003, d'abord comme rédactrice en chef de la section Perspectives, puis comme journaliste d'investigation.
En 2000, sa série d'articles sur les foyers pour  handicapés mentaux lui vaut le prix Pulitzer du service public. Ces reportages ont provoqué des remises en cause et des réformes au sein des services publics concernés.
En 2003, elle rejoint le New Yorker. Un de ses articles, "The Marriage Cure, "  un reportage sur une communauté pauvre d'Oklahoma est récompensé du National Magazine Award en 2004.
Un autre de ses articles pour le New Yorker, "After Welfare", reçoit le Sidney Hillman Award, qui distingue les écrits faisant avancer la cause de la justice sociale.
Elle se voit attribuer également le prix MacArthur en 2002. En 2012, Random House publie son premier livre, Behind the Beautiful Forevers: Life, Death and Hope in a Mumbai Undercity, consacré à la vie dans les  bidonvilles de Bombay, en Inde. Cet ouvrage reçoit le National Book Award pour une œuvre non romanesque, le 14 novembre 2012.

## Récompenses
- 2000 Prix Pulitzer du service public[1]
- 2002 Prix MacArthur
- 2002 The Hillman Prize
- 2004 National Magazine Award for Feature Writing
- 2012 Prix Samuel Johnson, shortlist, Behind the Beautiful Forevers[9]
- 2012 National Book Award (Nonfiction), Behind the Beautiful Forevers[8].
- 2012 Columbia Journalism Award[10]
- 2013 PEN/John Kenneth Galbraith Award, Behind the Beautiful Forevers[11]

## Ouvrage
- Behind the Beautiful Forevers: Life, Death and Hope in a Mumbai Undercity, Random House, 2012. Traduction en français : Annawadi : vie, mort et espoir dans un bidonville de Mumbai, Buchet-Chastel, 2013.